# Dovera
Dovera est une commune italienne de la province de Crémone en Lombardie.

## Administration
| Période                                  | Période  | Identité        | Étiquette | Qualité |
| ---------------------------------------- | -------- | --------------- | --------- | ------- |
| 14 juin 2004                             | En cours | Giuseppe Rioldi |           |         |
| Les données manquantes sont à compléter. |          |                 |           |         |

### Communes limitrophes
Boffalora d'Adda, Corte Palasio, Crespiatica, Lodi, Monte Cremasco, Pandino, Spino d'Adda.